# Steel Azin
Maillots
Le Steel Azin Football Club (en persan : باشگاه فوتبال استيل آذین), plus couramment abrégé en Steel Azin, est un club iranien de football fondé en 2007 et basé à Téhéran, la capitale du pays.

## Histoire
Le club évolue en première division iranienne de 2009 à 2011.
Il se classe cinquième du championnat lors de la saison 2009-2010.

## Personnalités du club

### Présidents
- Amir Mehrizi
- Mostafa Arjloo

### Entraîneurs
- Theo de Jong (juin 2007 - décembre 2007)
- Jan Verheijen (décembre 2007)
- Farhad Kazemi (décembre 2007 - juillet 2008)
- Nader Dastneshan (juillet 2008 - juin 2009)
- Hamid Estili (juin 2009 - avril 2010)
- Afshin Peyrovani (avril 2010 - juillet 2010)
- Ljubiša Tumbaković (juillet 2010 - octobre 2010)
- Afshin Peyrovani (octobre 2010 - décembre 2010)
- Mohammad Khakpour (décembre 2010 - février 2011)
- Mahmoud Yavari (avril 2011 - juin 2011)
- Human Afazeli (juin 2011 - juin 2012)

### Joueurs emblématiques
- Hossein Kaebi
- Ali Karimi
- Fereydoon Zandi
- Léonard Kweuke